# Ludwik Abramowicz (redaktor)
Ludwik Abramowicz-Niepokójczycki  (ur. 5 lipca 1879 w Moskwie, zm. 9 marca 1939 w Wilnie) – polsko-litewski aktywista (krajowcy), redaktor, historyk drukarstwa.

## Życiorys
Po ukończeniu studiów w Charkowie i Krakowie zamieszkał w Wilnie. Od 1922 należał do Komitetu Towarzystwa Pomocy Naukowej im. Emilii i Eustachego Wróblewskich pełniąc od 1925 roku funkcję wiceprezesa. 
Swoje zbiory obejmujące: bibliotekę liczącą kilkaset woluminów (głównie lithuanica i vilnensia), rękopisy, dokumenty, wycinki prasowe, obrazy, sztychy i litografie przekazał Bibliotece Muzeum Ikonograficznego miasta Wilna. 
Popierał niepodległość Litwy i przekazanie jej regionu wileńskiego. Publicysta Gazety Wileńskiej, redaktor Przeglądu Wileńskiego. Od 1920 pracował nad bibliografią regionalną Wielkiego Księstwa Litewskiego. 
W 1925 opublikował opracowanie  Cztery wieki drukarstwa w Wilnie (1525-1925).